# Västerås Friidrottsklubb
Västerås Friidrottsklubb, VFK, grundades 1989 genom en sammanslagning av dåvarande IK VIK Friidrott och IFK Västerås friidrottssektion. Klubben är Västerås enda friidrottsklubb. Den har sin hemmaarena på Arosvallen och har en större inomhushall, Westinghouse Arena (tidigare namn QuickNet Arena).
Klubbdräkten är blå och gul.
Klubben har en rad egna arrangemang på sitt program, bland annat Gurkspelen som 2001 firade sitt 30-årsjubileum och är en av landets största friidrottstävlingar för ungdom och Vårruset som 2001 samlade över 10000 deltagare.
Västerås FK arrangerade SM i friidrott den 1–3 augusti 2008 på Arosvallen, Västerås.